# USS Francis M. Robinson (DE-220)
USS Francis M. Robinson (DE-220) là một tàu hộ tống khu trục lớp Buckley được Hải quân Hoa Kỳ chế tạo trong Chiến tranh Thế giới thứ hai. Tên nó được đặt theo Trung tá Hải quân Francis M. Robinson (1883-1942), người từng được trao tặng Huân chương Chữ thập Hải quân trong Thế Chiến I. Nó đã phục vụ cho đến khi chiến tranh kết thúc; và tiếp tục hoạt động cho đến khi xuất biên chế năm 1960 và bị tháo dỡ năm 1973. Francis M. Robinson được tặng thưởng danh hiệu Đơn vị Tuyên dương Tổng thống cùng một Ngôi sao Chiến trận do thành tích phục vụ trong Thế Chiến II.

## Thiết kế và chế tạo
Những chiếc thuộc lớp tàu hộ tống khu trục Buckley có chiều dài chung 306 ft (93 m), mạn tàu rộng 37 ft 1 in (11,30 m) và độ sâu mớn nước khi đầy tải là 11 ft 3 in (3,43 m). Chúng có trọng lượng choán nước tiêu chuẩn 1.400 tấn Anh (1.400 t); và lên đến 1.740 tấn Anh (1.770 t) khi đầy tải. Hệ thống động lực bao gồm hai turbine hơi nước General Electric công suất 13.500 mã lực (10.100 kW), dẫn động hai máy phát điện công suất 9.200 kilôwatt (12.300 hp) để vận hành hai trục chân vịt;  công suất 12.000 hp (8.900 kW) cho phép đạt được tốc độ tối đa 23 kn (26 mph; 43 km/h), và có dự trữ hành trình 6.000 nmi (6.900 mi; 11.000 km) khi di chuyển ở vận tốc đường trường 12 kn (14 mph; 22 km/h).
Vũ khí trang bị bao gồm ba pháo 3 in (76 mm)/50 cal trên tháp pháo nòng đơn có thể đối hạm hoặc phòng không, một khẩu đội 1,1 inch/75 caliber bốn nòng và tám pháo phòng không Oerlikon 20 mm. Vũ khí chống ngầm bao gồm một dàn súng cối chống tàu ngầm Hedgehog Mk. 10 (có 24 nòng và mang theo 144 quả đạn); hai đường ray Mk. 9 và tám máy phóng K3 Mk. 6 để thả mìn sâu. Khác biệt đáng kể so với lớp Evarts dẫn trước là chúng có thêm ba ống phóng ngư lôi Mark 15 21 inch (533 mm). Thủy thủ đoàn đầy đủ bao gồm 186 sĩ quan và thủy thủ.
Francis M. Robinson được đặt lườn tại Xưởng hải quân Philadelphia ở Philadelphia, Pennsylvania vào ngày 22 tháng 2, 1943. Nó được hạ thủy vào ngày 1 tháng 5, 1943; được đỡ đầu bởi bà Francis M. Robinson, vợ góa Trung tá Robinson, và nhập biên chế vào ngày 15 tháng 1, 1944 dưới quyền chỉ huy của Hạm trưởng, Đại úy Hải quân John Edwin Johansen.

## Lịch sử hoạt động
Sau khi hoàn tất chuyến đi chạy thử máy huấn luyện tại khu vực Bermuda và đảm nhiệm vai trò hộ tống vận tải trong một thời gian, Francis M. Robinson đi đến Norfolk, Virginia vào ngày 2 tháng 5, 1944 để gia hập một đội tìm-diệt tàu ngầm được hình thành chung quanh tàu sân bay hộ tống Bogue (CVE-9). Đơn vị này có thành tích chống tàu ngầm tại Đại Tây Dương xuất sắc và đã được chia sẻ danh hiệu Đơn vị Tuyên Dương Tổng thống. Đang khi tuần tra ngoài khơi quần đảo Capo Verde vào ngày 13 tháng 5, nó đã dò được tín hiệu sonar một tàu ngầm lạ, tấn công bằng mìn sâu và súng cối chống tàu ngầm Hedgehog và đã đánh chìm được chiếc tàu ngầm Nhật Bản RO-501 (nguyên là chiếc U-boat U-1224 của Hải quân Đức quốc xã).
Cùng với đội của Bogue quay trở về New York vào ngày 4 tháng 7, Francis M. Robinson được cho tách ra để tham gia vào việc huấn luyện tàu ngầm tại New London, Connecticut, rồi khởi hành từ New York vào ngày 2 tháng 8 cho chuyến đi đầu tiên trong tổng số năm chuyến hộ tống vận tải khứ hồi vượt Đại Tây Dương sang các cảng Bắc Phi. Trong chuyến đi thứ tư vào ngày 17 tháng 2, 1945, trong lúc đang băng qua eo biển Gibraltar, hai tàu buôn trong đoàn tàu đã bị trúng ngư lôi. Chiếc tàu hộ tống khu trục đã theo dõi một chiếc tiếp tục đi đến cảng bằng chính động lực của mình, rồi ở lại với chiếc tàu buôn kia, gửi sang một đội kiểm soát hư hỏng để giúp ngăn chặn việc ngập nước. Nó sau đó bàn giao lại chiếc tàu buôn cho một tàu kéo xuất phát từ Gibraltar.
Hoàn thành nhiệm vụ hộ tống vận tải vào ngày 15 tháng 5, 1945, Francis M. Robinson quay trở lại vai trò huấn luyện tàu ngầm tại New London, Connecticut, rồi chuyển sang hoạt động như tàu huấn luyện tại tại Trung tâm Huấn luyện Hải quân ở Miami, Florida. Từ tháng 11, 1945 đến tháng 2, 1946 nó phục vụ canh phòng máy bay cho hoạt động huấn luyện của các tàu sân bay trong vịnh Chesapeake. Con tàu chuyển đến cảng nhà mới Key West, Florida vào ngày 6 tháng 2, 1947, nơi nó phục vụ cho việc thử nghiệm phát triển chiến thuật và kỹ thuật chống tàu ngầm. Ngoài ra nó thực hiện những chuyến dọc các cảng vùng bờ Đông, vùng biển Caribe và vịnh Mexico cũng như tham gia các cuộc tập trận hạm đội tại Đại Tây Dương.
Francis M. Robinson được cho xuất biên chế tại Philadelphia vào ngày 20 tháng 6, 1960. Tên nó được rút khỏi danh sách Đăng bạ Hải quân vào ngày 1 tháng 7, 1972; và con tàu bị bán để tháo dỡ vào ngày 12 tháng 7, 1973.

## Phần thưởng
Francis M. Robinson được tặng thưởng danh hiệu Đơn vị Tuyên Dương Tổng thống cùng một Ngôi sao Chiến trận do thành tích phục vụ trong Thế Chiến II.
|             |  |  |
| Bronze star |  |  |

| Dãi băng Hoạt động Tác chiến (truy tặng)                                     | Đơn vị Tuyên Dương Tổng thống        | Huân chương Chiến dịch Hoa Kỳ         |
| Huân chương Chiến dịch Châu Âu-Châu Phi-Trung Đông với 1 Ngôi sao Chiến trận | Huân chương Chiến thắng Thế Chiến II | Huân chương Phục vụ Phòng vệ Quốc gia |